# I-SHIFT
i-SHIFTは、本田技研工業のオートメイテッドマニュアルトランスミッションである。

## 概要
i-SHIFTは、6速マニュアルトランスミッションに油圧コンピュータ制御クラッチを組み合わせたシステムで、1.4 i-VTEC および 1.8 i-VTEC エンジンと組み合わせて、ヨーロッパ市場のシビック ハッチバックでデビューした。その後2010年1月にイギリス市場のジャズ 1.4 i-VTEC装着されたが、2011年2月からCVTに置き換えられました。